# Oratorio (Guatemala)

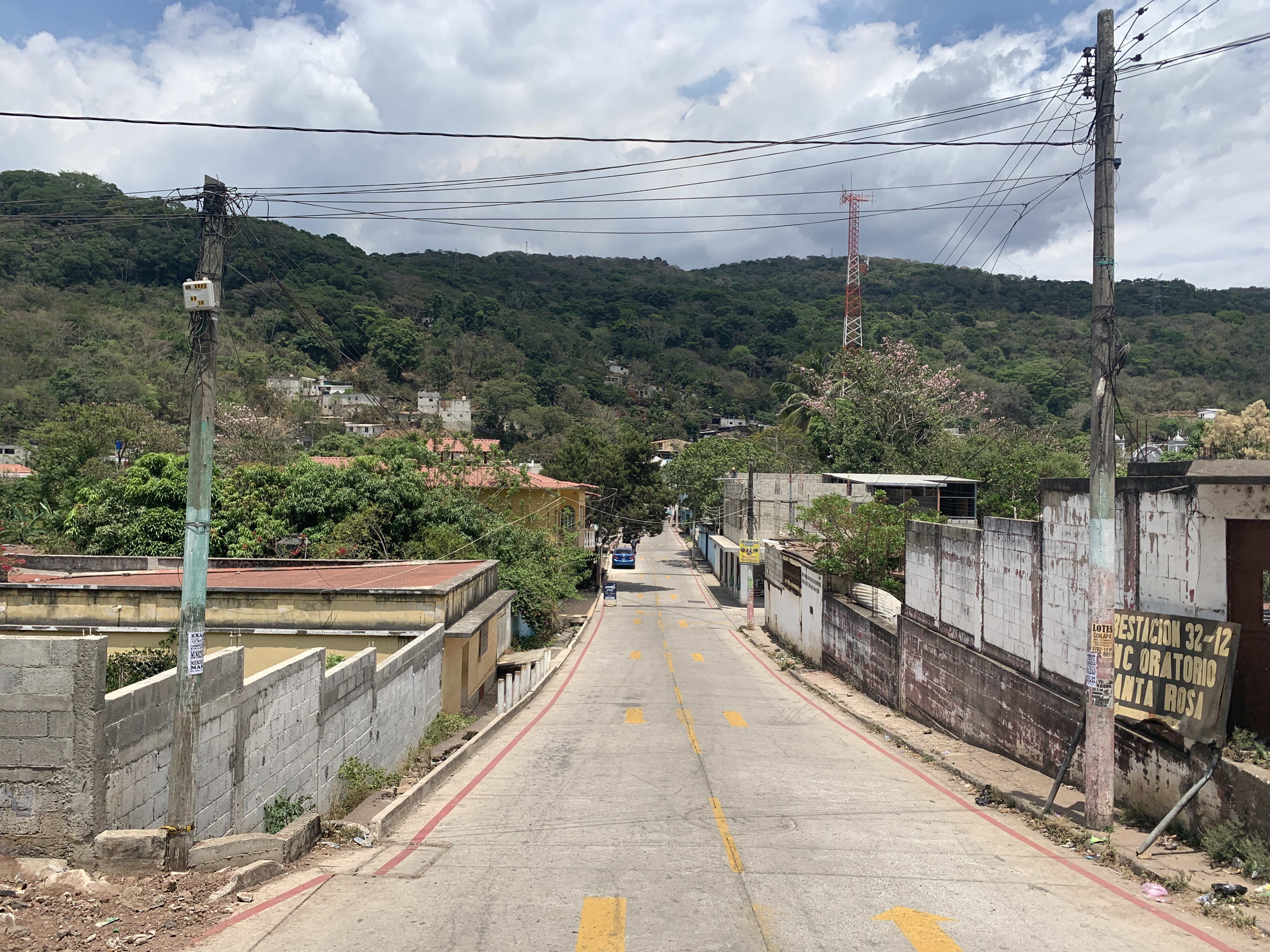

Oratorio é uma cidade da Guatemala do departamento de Santa Rosa. 